# 索勒尼亞峰
46°22′45″N 8°29′47″E / 46.37917°N 8.49639°E
索勒尼亞峰（Pizzo Solögna），是瑞士的山峰，位於該國南部，由提契諾州負責管轄，屬於勒蓬廷阿爾卑斯山脈的一部分，海拔高度2,698米，每年平均降雨量2,204毫米。

## 外部連結
- Pizzo Solögna on Hikr （页面存档备份，存于）